# 九七式魚雷

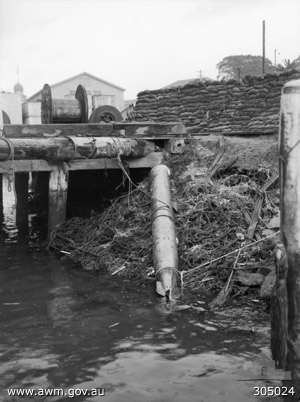
於澳洲雪梨加登島擱淺之九七式特魚雷

九七式魚雷為大日本帝國海軍於第二次世界大戰期間所使用，直徑450（18英寸）之魚雷。此魚雷開發時的預想裝備對象為甲標的級微型潛艇。九七式魚雷發展自日軍水上艦艇所使用，直徑610（24英寸）的九三式魚雷，但被重新設計以配合微型潛艇的兩座直徑450（18英寸）的魚雷管。較大的日軍潛艇則使用直徑533（21.0英寸）的九五式魚雷。
這種魚雷並不是一個成功的設計；這些魚雷最早在珍珠港事件中被使用，但之後就被改造為九七式特魚雷，又稱九八式。這種魚雷搭載了350（770英磅）重的彈頭，並於44節（81每小時）航行時射程為5.5（3.0海里）。

## 九七式特
1942年6月1日凌晨，日軍微型潛艇突擊雪梨港，並在過程中發射4枚九七式特魚雷。微型潛艇M-24向當時綁到雪梨港內加登島二號浮標的美國海軍芝加哥號重巡洋艦發射兩枚魚雷。兩枚魚雷皆未擊中。一枚魚雷擊中了澳洲皇家海軍母船克塔布爾號底下的港壁，造成這艘改造自渡輪的母船沉沒並導致船上的19名澳洲水兵與2名英國水兵身亡。另一枚則是引爆裝置故障，並於加登島安全的擱淺。
微型潛艇M-21於雪梨港內發射了另外兩枚魚雷；這些魚雷的發射時機與目標是未知的。M-21大約於5月31日23:00時在雪梨港入口被澳洲海軍陽德拉號反潛船衝撞並以深水炸彈攻擊，但在修復後得以於6月1日03:01入港。M-21逐漸被逼入死角，並於6月1日05:15在雪梨港泰勒斯灣內被擊沉。6月4日打撈該艇時，兩枚魚雷都已被發射，但位於艦艏的魚雷管外蓋並沒有完全打開，而是被彎曲的艦艏結構卡住。一號魚雷離開魚雷管約90 cm後隨即卡住，而二號魚雷離開魚雷管約46公分後也卡住。